# Mitsubishi FTO
Mitsubishi FTO — спортивный автомобиль, выпускавшийся компанией Mitsubishi Motors с 1994 по 2000 год. Первоначально продажи планировались на внутренних рынках Японии, однако из-за своей популярности автомобиль импортировался в Великобританию, Ирландию, Гонконг, Сингапур, Австралию, Малайзию и Новую Зеландию, что привело к возможному ограниченному распространению через официальных дилеров Mitsubishi на завершающей стадии производства. После своего дебюта FTO получил премию «Автомобиль года в Японии». Аббревиатура FTO расшифровывается как «Fresh Touring Origination».

## Описание

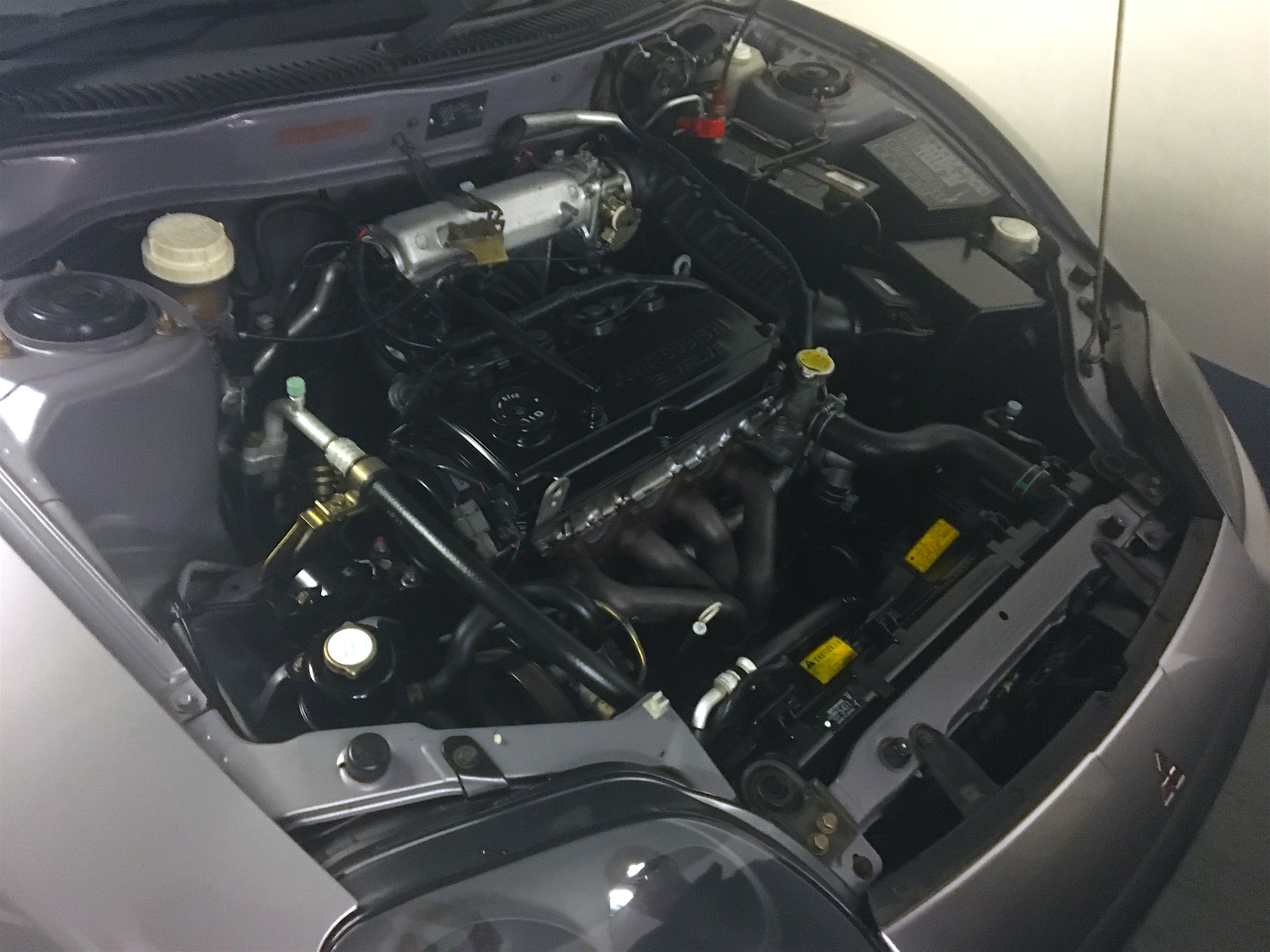
Моторный отсек FTO GS

Mitsubishi FTO впервые был представлен в октябре 1994 года. Базовой моделью являлась GS с 14-дюймовыми колёсами и автоматическим климат-контролем. Опционально на GS и GR устанавливался задний спойлер. У модели GR с двигателем 6A12 V6 были не только автоматический климат-контроль, но и 15-дюймовые колёса. Последней моделью в модельном ряду стала GPX с двигателем 6A12 V6 MIVEC, 16-дюймовыми легкосплавными дисками, задним спойлером и боковыми воздушными заслонками. До рестайлинга автомобили Mitsubishi FTO получили различные усовершенствования. Оригинальными опциями являлись антиблокировочная система, антипробуксовочная система и подушка безопасности со стороны пассажира.
В 1996 году в модельный ряд Mitsubishi FTO вошла модификация Mivec GP с пакетом опций Nakaya-Tune «semi-race spec». Версия «GP Special» (первоначально обозначаемая суффиксом «2») с пятиступенчатой механической или четырёхступенчатой автоматической трансмиссией также продвигалась дилерскими центрами Mitsubishi под индексом GP R.
При запуске производства на Mitsubishi FTO устанавливалась автоматическая трансмиссия INVECS-II в стиле «Tiptronic». Поэтому автомобили Mitsubishi FTO иногда называют FTO «Tip» или «Tiptronic».
| Название модели                   | Код модели                                          | Характеристики двигателя              | Мощность                            |
| --------------------------------- | --------------------------------------------------- | ------------------------------------- | ----------------------------------- |
| GS                                | DE2A HNUE (5-скор. МКПП) DE2A HRUE (4-скор. АКПП)   | 1834 см3, SOHC, 16 клапанов, I4       | 92 кВт (123 л. с.) при 6000 об/мин  |
| GR                                | DE3A HNHM (5-скор. МКПП) DE3A HRHM (4-скор. АКПП)   | 1998 см3, DOHC, 24 клапана, V6        | 125 кВт (168 л. с.) при 7000 об/мин |
| GR Limited Edition (1995)         | DE3A HNHM3 (5-скор. МКПП) DE3A HRHM3 (4-скор. АКПП) | 1998 см3, DOHC, 24 клапана, V6        | 125 кВт (168 л. с.) при 7000 об/мин |
| GR Sports Package                 | DE3A HNHM4 (5-скор. МКПП) DE3A HRHM4 (4-скор. АКПП) | 1998 см3, DOHC, 24 клапана, V6        | 125 кВт (168 л. с.) при 7000 об/мин |
| GPX                               | DE3A HNGH (5-скор. МКПП) DE3A HRGH (4-скор. АКПП)   | 1998 см3, DOHC, MIVEC, 24 клапана, V6 | 147 кВт (197 л. с.) при 7500 об/мин |
| GPX Limited Edition «COTY» (1995) | DE3A HNGH2 (5-скор. МКПП) DE3A HRGH2 (4-скор. АКПП) | 1998 см3, DOHC, MIVEC, 24 клапана, V6 | 147 кВт (197 л. с.) при 7500 об/мин |
| GP (02.1996)                      | DE3A HNFH (5-скор. МКПП) DE3A HRFH (4-скор. АКПП)   | 1998 см3, DOHC, MIVEC, 24 клапана, V6 | 147 кВт (197 л. с.) при 7500 об/мин |
| GP Special (1996—1997)            | DE3A HNFH2 (5-скор. МКПП) DE3A HRFH2 (4-скор. АКПП) | 1998 см3, DOHC, MIVEC, 24 клапана, V6 | 147 кВт (197 л. с.) при 7500 об/мин |

Силовую установку каждой модели можно быстро идентифицировать в моторном отсеке по масляному колпачку справа от крышки двигателя для 2.0 DOHC V6 и слева для 1.8 SOHC и 2.0 DOHC MIVEC V6. На моделях с двигателями MIVEC передние дисковые тормоза большего размера с двухпоршневым приводом, в то время как у других моделей однопоршневые агрегаты. Задние однопоршневые тормоза распространены во всей гамме.

### GPX Limited Edition & GR Limited Edition
GPX Limited Edition окрашен в уникальную жёлто-одуванчиковую гамму с логотипами «Автомобиль года в Японии» 1994—1995 годов на C-образной стойке. В стандартной комплектации также устанавливались омыватель/очиститель заднего стекла и дифференциал с повышенным внутренним сопротивлением. Коды: F5M42-2-V7A2 (МКПП) и F4A42-1-W7A5 (АКПП). В апреле 1995 года было выпущено всего 207 моделей GPX Limited Edition, 20 механических и 187 автоматических трансмиссий. Обычно модель называют FTO «COTY» (Car Of The Year).

В период с апреля по сентябрь 1995 года также выпускалась модель GR Limited Edition в цветах Pyrenees Black, Passion Red или Steel Silver.

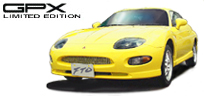
FTO GPX Limited Edition
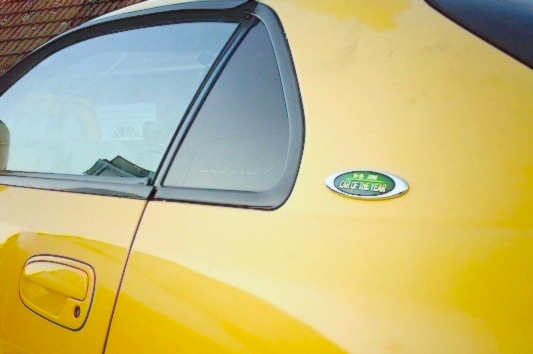
Логотип FTO COTY

### Nakaya-Tune FTO
Пакет опций Nakaya-Tune был назван в честь Акихико Накая — одним из гоночных деятелей MCC и водителем Taeivon Trampio FTO в чемпионате Super GT в 1998—1999 годах.
Рекламные материалы того времени показывают, что пакет опций Nakaya-Tune доступен для моделей GPX, GP и GR с двигателем V6 (выпущено 300 единиц). В комплект входили: глушитель Purofu из нержавеющей стали, модернизированные тормозные колодки, карбоновый выступ спойлера и модернизированная подвеска с амортизаторами Öhlins.

### Рестайлинг
В феврале 1997 года модельный ряд FTO подвергся рестайлингу. Изменения коснулись расположения переднего бампера. Два маленьких воздухозаборника были заменены одним большим. Два дополнительных противотуманных и индикаторных блока преобразовались в четыре отдельных круглых фонаря, каждый из которых был встроен в бампер. Внутренняя сторона фар также была изменена, чтобы включить боковые огни, однако экстерьер остался прежним. Также была доступна такая опция, как HID.
Задний спойлер был переработан в aero wing (B-wing). Сам автомобиль получил полную стилистическую переделку с надписью «Version R».
Автомобили GPvR окрашивались в цвета Scotia White, Passion Red или Pyrenées Black и отличались скрытыми фарами, чёрными задними сиденьями с маркировкой «FTO», передними сиденьями с монограммой (синие с белым цветом Scotia, чёрные с красным цветом Passion или же красные с чёрным цветом Pyrenées), увеличенной на 20 мм подвеской, дифференциалом «с повышенным внутренним сопротивлением и переработанным задним спойлером. Надписи «Version R» также размещены на двух боковых крыльях спойлера и ближе к передней части. Версии R Aero и GX Sports Package Aero имеют наклейку «Aero Series» на боковой стороне задней части крышки багажника.
У моделей GX отверстие в корпусе дроссельной заслонки расширено на 3 мм, а мощность двигателя увеличена на 10 л. с. В то время как на GR устанавливались четырёхступенчатая и пятиступенчатая АКПП, на GX Sport и GX Sport Aero устанавливались пятиступенчатая механическая и автоматическая трансмиссии. Управление кондиционером стало ручным.

Опция LSD, входившая в GPX Limited Edition, была вязкой, однако к 1997 году она была унифицирована с опцией Torsen.

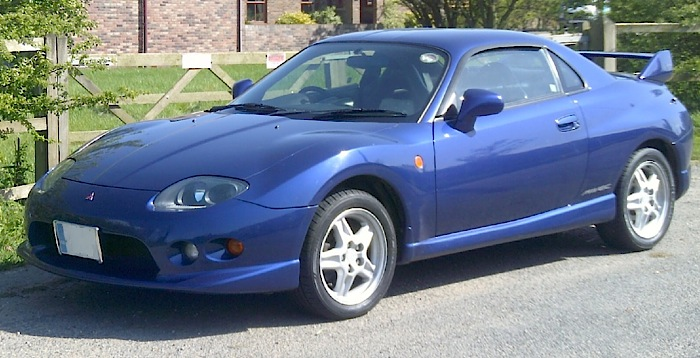
1997 Mitsubishi FTO GPX
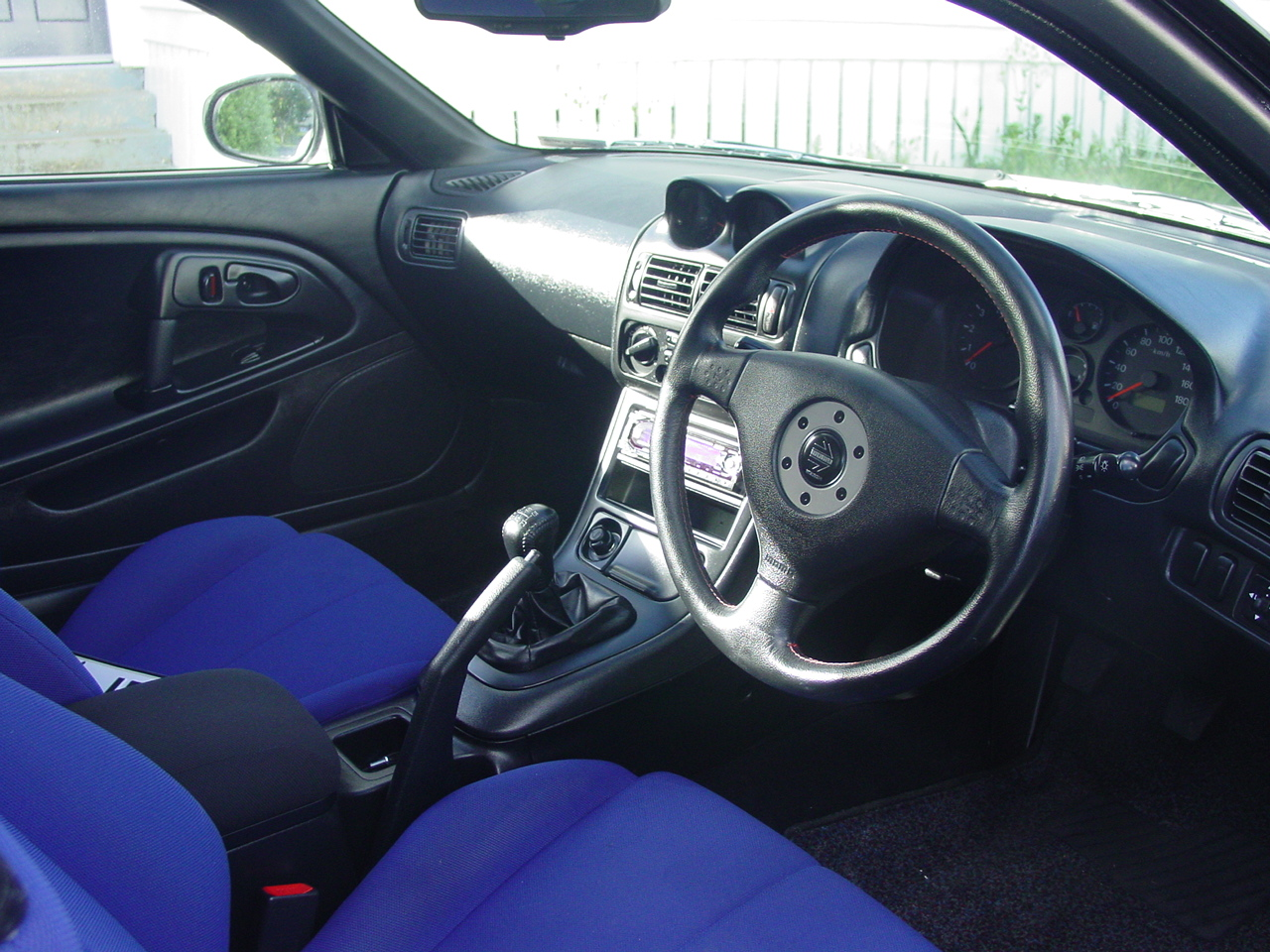
Интерьер
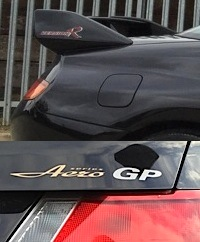
Шильдик Aero GP
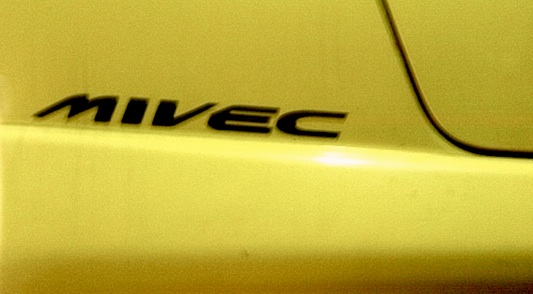
Логотип MIVEC на задней части

| Название модели                         | Код модели (VIN)                                        | Характеристики двигателя              | Мощность                            |
| --------------------------------------- | ------------------------------------------------------- | ------------------------------------- | ----------------------------------- |
| GS (02.1997)                            | GF-DE2A HNUE (5-скор. МКПП) GF-DE2A HRUE (4-скор. АКПП) | 1834 см3, SOHC, 16 клапанов, I4       | 92 кВт (123 л. с.) при 6000 об/мин  |
| GR (02.1997)                            | GF-DE3A HNHM (5-скор. МКПП) GF-DE3A HRHM (4-скор. АКПП) | 1998 см3, DOHC, 24 клапана, V6        | 125 кВт (168 л. с.) при 7000 об/мин |
| GPX (02.1997)                           | DE3A HNGH (5-скор. МКПП) DE3A HYGH (5-скор. АКПП)       | 1998 см3, DOHC, MIVEC, 24 клапана, V6 | 147 кВт (197 л. с.) при 7500 об/мин |
| GX Sports Package (02.1997)             | DE3A HNXM (5-скор. МКПП) DE3A HYXM (5-скор. АКПП)       | 1998 см3, DOHC, 24 клапана, V6        | 132 кВт (178 л. с.) при 7000 об/мин |
| GX Sports Package Aero Series (11.1997) | DE3A HNXM4 (5-скор. МКПП) DE3A HYXM4 (5-скор. АКПП)     | 1998 см3, DOHC, 24 клапана, V6        | 132 кВт (178 л. с.) при 7000 об/мин |
| GP Version R (02.1997)                  | DE3A HNFH3 (5-скор. МКПП) DE3A HYFH3 (5-скор. АКПП)     | 1998 см3, DOHC, MIVEC, 24 клапана, V6 | 147 кВт (197 л. с.) при 7500 об/мин |
| GP Version R Aero Series (11.1997)      | DE3A HNFH4 (5-скор. МКПП) DE3A HYFH4 (5-скор. АКПП)     | 1998 см3, DOHC, MIVEC, 24 клапана, V6 | 147 кВт (197 л. с.) при 7500 об/мин |

### Снятие с производства
В июле 2000 года в Японии должны были вступить в силу новые стандарты безопасности при боковом ударе. Поскольку продажи Mitsubishi FTO росли более медленными темпами, обновление автомобиля было признано экономически неэффективным, и поэтому FTO был снят с производства вместе с GTO.

## FTOEV (1999)
Mitsubishi FTOEV являлся экспериментальным электромобилем на базе FTO с высокопроизводительными литий-ионными аккумуляторами. В декабре 1999 года автомобиль установил рекорд, преодолев 2000 км за 24 часа.

## Годовой объём производства
| Модель              | 1994 | 1995  | 1996 | 1997 | 1998 | 1999 | 2000 | Всего |
| ------------------- | ---- | ----- | ---- | ---- | ---- | ---- | ---- | ----- |
| GS                  | 817  | 2586  | 380  | 206  | 112  | 80   | 20   | 4201  |
| GR                  | 5423 | 6726  | 158  | 66   | 37   | 19   | 4    | 12433 |
| GR Limited Edition  | 0    | 1602  | 0    | 0    | 0    | 0    | 0    | 1602  |
| GR Sports Package   | 0    | 2     | 1807 | 0    | 0    | 0    | 0    | 1809  |
| GPX                 | 2992 | 8505  | 1267 | 566  | 237  | 155  | 81   | 13803 |
| GPX Limited Edition | 0    | 207   | 0    | 0    | 0    | 0    | 0    | 207   |
| GP                  | 0    | 1     | 77   | 0    | 0    | 0    | 0    | 78    |
| GP Special          | 0    | 0     | 122  | 0    | 0    | 0    | 0    | 122   |
| GX Sports Pack      | 0    | 0     | 0    | 768  | 307  | 199  | 69   | 1343  |
| GPvR                | 0    | 0     | 0    | 353  | 102  | 65   | 22   | 542   |
| GX Aero             | 0    | 0     | 0    | 19   | 144  | 73   | 59   | 295   |
| GPvR Aero           | 0    | 0     | 0    | 16   | 199  | 99   | 56   | 370   |
| Всего за год        | 9232 | 19629 | 3811 | 1994 | 1138 | 690  | 311  | 36805 |

## Общий объём производства по типам трансмиссии
| Модель              | 5-скор. МКПП | 4-скор. АКПП | 5-скор. АКПП | Всего |
| ------------------- | ------------ | ------------ | ------------ | ----- |
| GS                  | 1205         | 2996         | 0            | 4201  |
| GR                  | 2306         | 10127        | 0            | 12433 |
| GR Limited Edition  | 215          | 1387         | 0            | 1602  |
| GR Sports Package   | 567          | 1242         | 0            | 1809  |
| GPX                 | 4329         | 8921         | 553          | 13083 |
| GPX Limited Edition | 20           | 187          | 0            | 207   |
| GP                  | 42           | 36           | 0            | 78    |
| GP Special          | 22           | 100          | 0            | 122   |
| GX Sports Pack      | 460          | 0            | 883          | 1343  |
| GPvR                | 322          | 0            | 220          | 542   |
| GX Aero             | 131          | 0            | 164          | 295   |
| GPvR Aero           | 240          | 0            | 130          | 370   |
| Трансмиссий за год  | 9859         | 24996        | 1950         | 36805 |